# (27564) Astreichelt
(27564) Astreichelt est un astéroïde de la ceinture principale.

## Description
(27564) Astreichelt est un astéroïde de la ceinture principale. Il fut découvert le 27 mai 2000 à Socorro (Nouveau-Mexique) par le projet LINEAR. Il présente une orbite caractérisée par un demi-grand axe de 2,76 UA, une excentricité de 0,09 et une inclinaison de 8,5° par rapport à l'écliptique.

## Compléments